# Затвор – Пазарджик
Затвор – Пазарджик е затвор в град Пазарджик, България.
Съвременната му сграда е построена през 1939 година, като впоследствие е неколкократно разширявана. Филиали на затвора са три затоворнически общежития – в Пазарджик и Пирдоп.
Местното подразделение на Държавно предприятие „Фонд затворно дело“ експлоатира дърводелски цех и земеделски земи.

## Известни затворници
Починали в затвора
- Борис Арсов (1915 – 1974), общественик
- Евтим Арсов (1914 – 1959), политик
- Атанас Буров (1875 – 1954), политик
- Петър Гребенаров (1902 – 1946), общественик
- Тодор Губиделников (1889 – 1959), бизнесмен
- Георги Заркин (1940 – 1977), дисидент
- Пенчо Калканов (1883 – 1926), революционер, анархист
- Иван Кючуков (1881 – 1944), офицер
- Страхил Развигоров (1897 – 1948), революционер
- Крум Сарджов (1894 – ?), революционер
- Спас Таушанов (1875 – ?), революционер

Други
- Желязко Ангелов (1916 – ?), комунистически функционер
- Васил Баларев (1893 – 1965), офицер
- Теофил Бейков (1821 – 1876), революционер
- Борис Велчев (1914 – 1995), политик
- Иван Вълков (1875 – 1962), офицер
- Гено Генов (1896 – 1959), офицер
- Георги Георгиев (1895 – 1923), революционер
- Славчо Даскалов (1899 – 1974), офицер
- Иван Делев (1912 – ?), комунистически функционер
- Петър Дертлиев (1916 – 2000), политик
- Ахмед Доган (р. 1954), политик
- Найден Дринов (1846 – 1909), революционер
- Пейо Дринов (1850 – 1914), революционер
- Георги Йорданов (1878 – 1950), политик
- Тодор Кавалджиев (1934 – 2019), политик
- Манол Кушев (1904 – 1984), комунистически функционер
- Георги Лютаков (1840 – 1912), революционер
- Илия Минев (1917 – 2000), общественик
- Димитър Мустаков (1874 – 1973), офицер
- Христо Несторов (1903 – 1954), революционер
- Франц Нонов (1916 – 2001), духовник
- Михаил Радулов (1852 – 1917), революционер
- Любомир Собаджиев (1944 – 2002), политик
- Методий Стратиев (1916 – 2006), духовник
- Ваклуш Толев (1923 – 2013), религиозен деец
- Иван Чапкънов (1892 – 1968), революционер
- Ангел Чаушев (1921 – 2014), политик
- Филип Щърбанов (1841 – 1904), революционер